# Wastegate

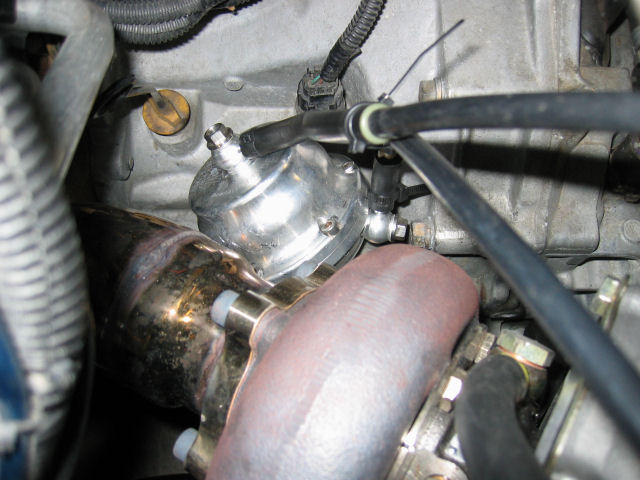
Wastegate

Nel motore endotermico turbocompresso, la wastegate è una valvola di pressione massima utilizzata per il controllo delle condizioni d'esercizio della turbina mossa dai gas di scarico, che quindi al contrario della valvola pop-off è posta dopo i collettori di scarico.

## Uso
Nel caso in cui l'acceleratore fosse sempre tenuto premuto, la velocità della turbina aumenterebbe provocando un aumento della pressione di sovralimentazione. L'ulteriore sovralimentazione farebbe aumentare ulteriormente la velocità della turbina. In altre parole verrebbe a crearsi una retroazione positiva che porterebbe a valori di pressione (e velocità di rotazione della turbina stessa) troppo elevati per essere sopportati dal motore. Per controllare questo fenomeno viene utilizzata la valvola di wastegate che, aprendosi, permette ad una frazione dei gas di scarico di bypassare la turbina e defluire verso l'esterno, riducendo la velocità di rotazione della girante e quindi diminuendo il grado di sovralimentazione.
Esiste anche una funzione di bloccaggio di questa valvola nota come overboost: durante le forti accelerazioni, l'overboost blocca per pochi secondi il normale funzionamento della valvola di wastegate in maniera che il motore possa ricevere tutta l'aria pompata dalla turbina. In passato il tempo di overboost veniva regolato da un semplice timer mentre nelle implementazioni più recenti è gestito da una centralina elettronica.

## Funzionamento
La valvola è posizionata nel collettore di scarico (lato turbina) e la sua apertura è determinata dalla pressione di sovralimentazione sul lato compressore.
L'azionamento della valvola di wastegate, volto ad evitare che il sistema di sovralimentazione venga sollecitato eccessivamente, mantiene la velocità di rotazione della turbina entro certi limiti, limitando in questo modo anche la pressione di sovralimentazione del motore sul lato aspirazione.
Nel caso dell'azionamento pneumatico, la valvola è comandata da un tubo connesso al lato compressore. Superato il limite di attenzione, la pressione interna del compressore vince la resistenza di una molla posta all'interno della valvola, provocandone l'apertura. In questo modo parte dei gas di scarico viene convogliata verso l'esterno bypassando la turbina, che decelera insieme al compressore riducendo la pressione di sovralimentazione.
Nelle automobili di nuova concezione la valvola di wastegate è invece controllata elettronicamente da una centralina elettronica, solitamente dalla centralina di controllo del motore stessa.